# Calamonastes fasciolatus
Calamonastes fasciolatus е вид птица от семейство Cisticolidae.

## Разпространение и местообитания
Видът е разпространен в саваните на Намибия, Ботсвана, западна Ангола, северна Южна Африка и югозападните части на Зимбабве.